# Tennistoernooi van Dubai

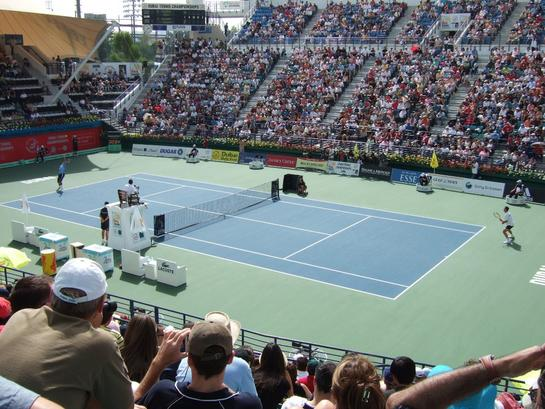
Het "center court" in Dubai (2006)

Het tennistoernooi van Dubai is een jaarlijks terugkerend toernooi dat wordt gespeeld op de hardcourt-buitenbanen van het Aviation Club Tennis Centre in Dubai, de hoofdstad van het gelijknamige emiraat in de Verenigde Arabische Emiraten. De officiële naam van het toernooi is Dubai Duty Free Tennis Championships. Beschermheer is sjeik Mohammed bin Rasjid Al Maktoem, vicepresident en eerste minister van de Verenigde Arabische Emiraten.
Het toernooi bestaat uit twee delen:
- WTA-toernooi van Dubai, het toernooi voor de vrouwen
- ATP-toernooi van Dubai, het toernooi voor de mannen

ATP-toernooi van Dubai – WTA-toernooi van Dubai

2001 · 2002 · 2003 · 2004 · 2005 · 2006 · 2007 · 2008 · 2009 · 2010 · 2011 · 2012 · 2013 · 2014 · 2015 · 2016 · 2017 · 2018 · 2019 · 2020 · 2021 · 2022 · 2023 · 2024 · 2025